# Szalay Jeromos
Szalay Jeromos István (Nóráp, 1896. április 16. – Párizs, 1964. december 12.) római katolikus pap, bencés szerzetes, gimnáziumi tanár, irodalomtörténész, nyelvész, történetíró.

## Élete
A középiskolát Pápán végezte, 1914-ben lépett a bencés rendbe, 1921-ben ünnepi fogadalmat tett, majd pappá szentelték. Magyar-latin szakos tanári oklevelet szerzett és doktorált. 1921–1925 és 1926–1929 között a Pápai Bencés Gimnáziumban volt tanár. 1925–1926-ban Párizsban járt tanulmányúton. 1928-ban megkapta a Francia Akadémia jutalomdíját. 1929-től a pannonhalmi bencés tanárképző főiskola francia nyelv és irodalomtanára. 1943-ban a Kolozsvári Magyar Királyi Ferenc József Tudományegyetem a francia nyelv magántanárává képesítette. 1943-tól párizsi magyar lelkész, 1950-1960 között franciaországi magyar főlelkész.
1924–1925-ben szerkesztette a Pápa és Vidéke hetilapot. 1932–1939 között a Párisi Katolikus Tudósító szerkesztője. 1952–1955 között a Buenos Aires-i Magyar Könyvbarátok Diáriuma szerkesztő bizottsági tagja.

## Emléke
- Nórápon, a templomban tábla őrzi emlékét, amelyet hálából a 2. világháború francia hadifoglyai készíttettek.

## Művei
- 1931 Szent Benedek élete és műve. Budapest
- 1938 A katolikus gondolat útja az újkori Franciaországban. Budapest
- 1938 Grammaire française à l'usage des Hongrois. Pannonhalma
- 1942 Francia irodalom és a katolicizmus. Pannonhalma
- Mit üzen a vértanú prímás?; Mission Catholique Hongroise, Paris, 1952
- 1952 Vértanú püspök vértanú népe. Párizs
- 1959–1960 Igazságok Középeurópa körül I-II.